# 고두항
고두항(顧頭港)은 경상남도 남해군 창선면 가인리, 고두마을 인근에 있는 어항이다. 2002년 8월 6일 어촌정주어항으로 지정하여 관리하고 있다. 시설관리자는 남해군수이다.

## 어항 연혁
- 어렵게 살아온 일을 잊지 않고 '고개를 돌려 되돌아 본다'는 뜻의 고두(顧頭)로 불리고 있다.

## 어항 시설
- 선착장 L=98m, B=4.0m
- 물량장 L=80m, B=10m,
- 호안 L=300, B=4m

## 주요 어종
- 도다리, 노래미, 볼락 등